# Joan d'Àustria (comte de Meran)
Joan d'Àustria (Florència, Gran Ducat de Toscana, 1782 - Graz el dia 11 de maig de 1859) fou Arxiduc d'Àustria, príncep d'Hongria, de Bohèmia i de Toscana amb el doble tractament d'altesa reial i imperial. Inicià la branca dels comtes de Meran de la Casa dels Habsburg.
Nascut el dia 20 de gener de l'any 1782 a la ciutat de Florència, capital del Gran Ducat de Toscana, era fill de l'emperador Leopold II, emperador romanogermànic i de la infanta Maria Lluïsa d'Espanya. Joan era net per via paterna de l'emperador Francesc I, emperador romanogermànic i de l'arxiduquessa Maria Teresa I d'Àustria; i per via materna era net del rei Carles III d'Espanya i de la princesa Maria Amàlia de Saxònia.
El dia 3 de setembre de l'any 1823 contragué matrimoni de forma morganàtica amb Anna Maria Plochl, creada comtessa de Meran l'any 1844. La parella tingué un únic fill que fou apartat de la línia successòria a la corona austríaca: SE el comte Francesc Lluís de Meran, nat a Viena el 1839 i mort a Abbazia el 1891. Es casà el 1862 a Ottenstein amb la comtessa Teresa von Lamberg.
Joan concentrà els seus primers interessos en la carrera militar. Com a conseqüència de les primeres derrotes militars austríaques davant de Napoleó Bonaparte, l'emperador Francesc I d'Àustria, germà de Joan, es veié obligat a rellevar-lo de la seva missió militar al Tirol. Així, Joan passà a residir a Estíria on desenvolupà un gran interès per la natura, la tecnologia i l'agricultura, iniciant una àmplia col·lecció de minerals que augmentà gràcies al desenvolupament d'activitats d'alpinisme i cacera.
En la història d'Estíria, Joan és recordat com un gran modernitzador i una figura important que ajudà al desenvolupament d'una identitat pròpia per la població d'aquest territori. La seva proximitat a la població la mostra evidencies com la promoció de la cultura popular que portà a terme l'arxiduc. Apassionat de l'alpinisme, l'arxiduc intentà l'ascens al cim de Großvenediger. Per aquesta raó, un seguit de muntanyes reberen posteriorment el seu nom. L'arxiduc creà el Joanneum de Graz (1811), predecessor de la Universitat Tecnològica, així com l'Arxiu Estatal d'Estíria (1817).
L'arxiduc també inicià una important activitat econòmica. Fundà a Krems bei Voitsberg una indústria de tinys i comprà les mines de coure de Köflach. L'any 1840 comprà una important finca a Stainz (Estíria Central) i en fou elegit alcalde. Molts consideren l'arxiduc Joan com un promotor dels ideals liberals a Àustria.
L'Assemblea Nacional de Frankfurt de 1848, en el marc de la revolució de 1848, l'anomenà regent del Regne. Amb la caiguda de la revolució, l'arxiduc perdé el càrrec. Aquest fet i el seu matrimoni morganàtic feren que la cort de Viena observés amb disgust al díscol arxíduc.
L'arxiduc morí l'any 1859 i fou enterrat a l'església de Schenna, pròxima a la localitat de Meran.